# ラディスラフ・スロヴァーク
ラディスラフ・スロヴァーク（スロベニア語: Ladislav Slovák、1909年9月10日 ヴェリキー・レヴァーリ～ 1999年7月22日 ブラチスラヴァ）はスロバキアの指揮者。

## 概要
1909年、オーストリア＝ハンガリー帝国・ヴェリキー・レヴァーリで生まれた。ブラチスラヴァ音楽院で、はじめオルガンを、後に指揮法を学んだ。
同音楽院卒業後はスロバキア放送に勤務し、合唱団を創設してその指揮をとった。1953年、ブラチスラヴァでヴァーツラフ・ターリヒに指揮法を学んだ後、1954年から1955年にかけて、レニングラードでエフゲニー・ムラヴィンスキーのアシスタントを務め、レニングラード・フィルハーモニー管弦楽団を指揮した。
帰国後は、1956年から1961年までスロヴァキア放送交響楽団の首席指揮者、1961年から1981年までスロヴァキア・フィルハーモニー管弦楽団の首席指揮者、1972年から1976年までプラハ交響楽団の首席指揮者を務めた。
1999年、ブラチスラヴァで没。

## 録音活動と録音作品
主な録音には、ナクソスに録音したショスタコーヴィチの交響曲全集、マルコ・ポーロに録音したモイゼスの交響曲全集などがある。

## 家族・親族
- 息子　マリアーン・スロヴァークは俳優。
- 娘　カミラ・マガーロヴァーも俳優。